# St-Epvre (Tronville)

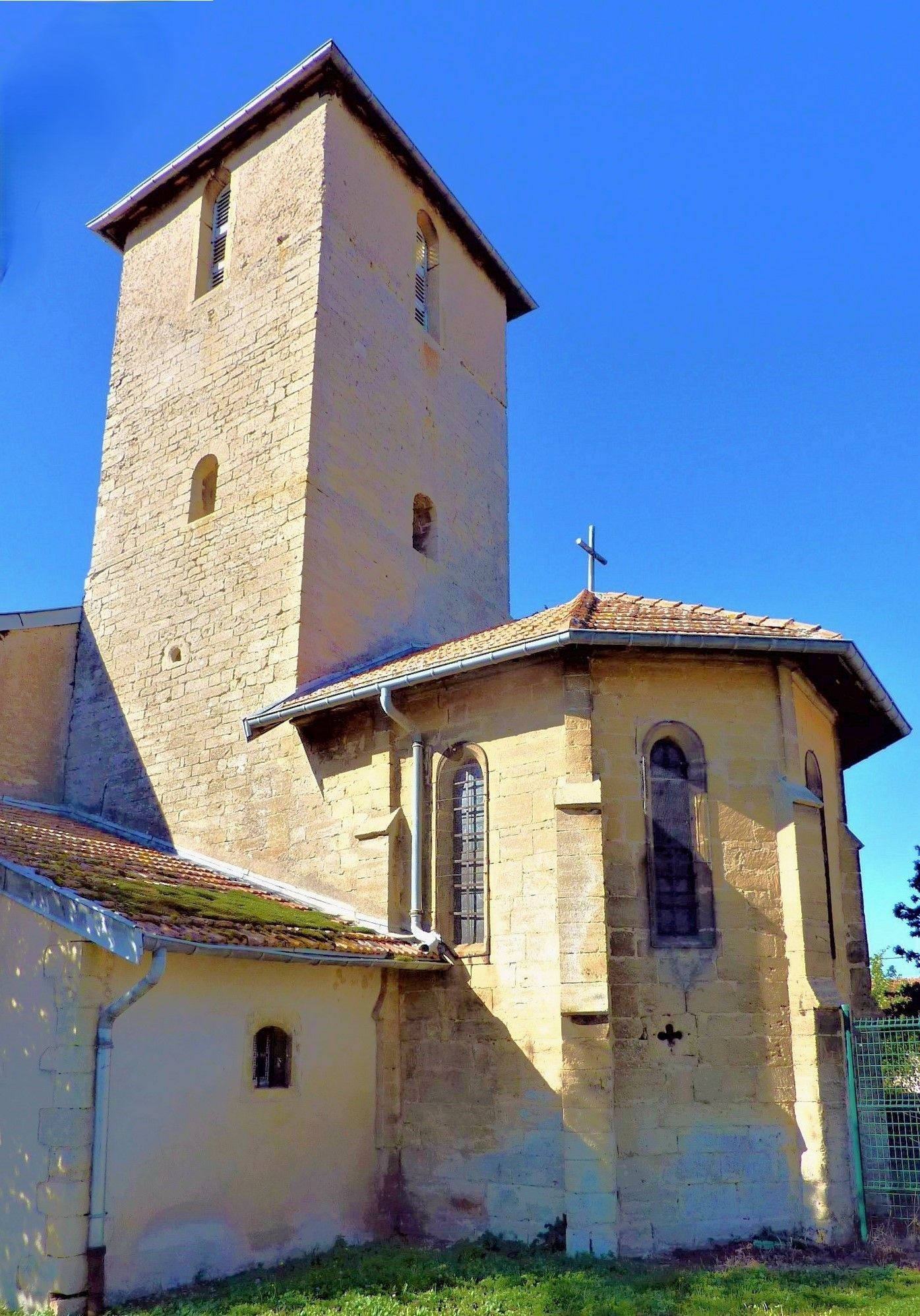
St-Epvre, Blick zum Chorturm

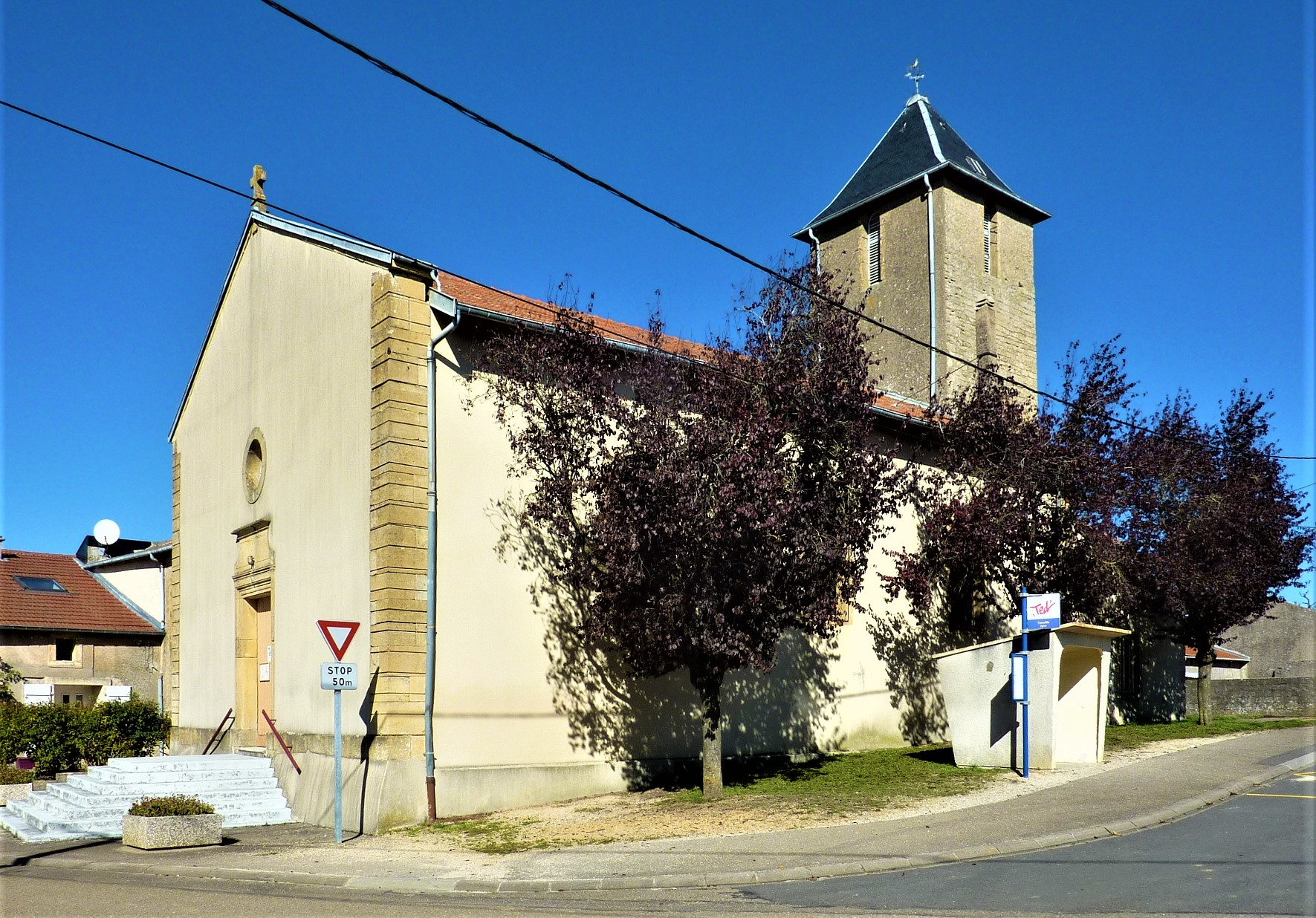
Ansicht von Südwesten

Die römisch-katholische Kirche Saint-Epvre (deutsch St. Aper) befindet sich in Tronville im Département Meurthe-et-Moselle in Frankreich. Das Gotteshaus ist eingetragen im Verzeichnis des kulturellen Erbes in Frankreich.

## Geschichte
Die Kirche St-Epvre gehörte zur Gruppe der in die Abtei Gorze inkorporierten Pfarrkirchen. Für den Kirchbau im Umfeld der Abtei war die Chorturmkirche eine typische Bauform. Die Kirche ist heute Filialkirche der römisch-katholischen Pfarrei Jarny mit der Pfarrkirche St-Maximin.
Ältestes Bauteile der Kirche ist der Chorturm aus dem 12. Jahrhundert, dem um 1300 eine Apsis im Übergangsstil von der Romanik zur Gotik angefügt wurde, die der Apsis der Kirche St-Clément in Vionville ähnelt. Das Rippengewölbe im Inneren gleicht dem der Pfarrkirche St-Étienne in Gorze, die ebenfalls eine Ostturmanlage besitzt. Das Kirchenschiff von St-Epvre wurde im Jahr laut einer Inschrift an der Westfassade im Jahr 1766 neu errichtet. Die Sakristei stammt aus dem 19. Jahrhundert.